# 615 Roswitha
615 Roswitha је астероид главног астероидног појаса са пречником од приближно 47,89 .
Афел астероида је на удаљености од 2,925 астрономских јединица (АЈ) од Сунца, а перихел на 2,335 АЈ.
Ексцентрицитет орбите износи 0,112, инклинација (нагиб) орбите у односу на раван еклиптике 2,762 степени, а орбитални период износи 1558,404 дана (4,266 године).
Апсолутна магнитуда астероида је 10,36 а геометријски албедо 0,055.
Астероид је откривен 11. октобра 1906. године.